# Nikolai Boman
Nikolai Boman, född 17 december 1845 i Åbo, död 14 maj 1923 i Åbo, var en finländsk möbelfabrikör. Han anses var Finlands mest betydande av de tidiga finska möbelfabrikörer som inledde sin verksamhet på 1800-talet.

## Biografi
Bomans förfäder var sockensnickare på Åland på 1700-talet. Boman fick sin snickarutbildning i Vasa. Han fick börja bekanta sig med snickaryrket i sin fars verkstad och blev snickarmästare i Åbo 1871. Under sina gesällvandringar i Sverige, Danmark, Tyskland och Österrike lärde sig Boman företagsorganisation.
Boman grundade egen snickarverkstad i Åbo 1871. I och med mekaniseringen 1876 ändrades namnet till N. Bomans Ångsnickeri. År 1896 fanns det 23 olika ångdrivna maskiner i snickeriet och ett hundratal arbetare. Nikolai Boman var känd för att ta väl hand om arbets- och levnadsförhållanden. Alla anställda var t.ex. försäkrade på arbetsgivarens bekostnad.
Början av 1900-talet var höjdpunkten för fabrikens produktion, framför allt det första årtiondet, under jugendstilens blomstringsperiod. Det mest anmärkningsvärda samarbetet var med arkitekterna Herman Gesellius, Armas Lindgren och Eliel Saarinen. Nämnas kan inredningar i privata hus såsom Hvitträsk, några rum i Suur-Merijoki herrgård utanför Viborg och det så kallade Marmorpalatset i Brunnsparken i Helsingfors.
Storhetstiden tog slut på 1920-talet, fastän verksamheten fortsatte under hans söners ledning. Fabriken i Åbo fusionerades med Wärtsilä Crichton och koncentrerade sig på att planera och tillverka luxuösa inredningar till fartyg. I Helsingfors fanns ett av fabrikens filialkontor ännu på 1980-talet, men det upphörde som en följd av lågkonjunkturen under det följande årtiondet.

## Verk
Huvuddelen av Bomans produktion var möbler för privathem.
Officiella inredningsarbeten: 
- Imatra statshotell (delvis) (1903)
- Nordiska Föreningsbanken i Helsingfors (1904)
- Mikaelskyrkan i Åbo (1905)
- Helsingfors universitets tillbyggnad (1905)
- Fazers café i Helsingfors (delvis) (1908)
- folkskolorna i Kotka och Gamlakarleby (1909)
- expeditionssalen i försäkringsbolagets Kalevas hus i Helsingfors (1914)

Inredningar i Ryssland: 
- Hotell Astoria, S:t Petersburg
- Kejserliga väntrummet
- järnvägsstationen i Moskva
- Emirens av Bokhara palats